# Obléhání Paříže (845)
Obléhání Paříže v roce 845 bylo první obléhání vikingy v dějinách města. Obléhání skončilo po zaplacení vysokého výkupného.

## Historie

### Vikingské výboje
V květnu 841 dánský viking Oscher pronikl po Seině do Rouenu, který 12. května dobyl a vyplenil, stejně jako klášter Jumièges. Tím začala série útoků vikingů plavících se do vnitrozemí po řekách. V roce 845 Ragnar Lodbrok vyplul s flotilou 120 lodí s 5000 až 6000 muži a zamířil proti toku Seiny. Postupně vyplenili Rouen a celou oblast, zvláště kláštery a kostely. Pokračovali do Saint-Riquier, Saint-Germain-en-Laye a Rueil-Malmaison. V březnu se Ragnar Lodbrok rozhodl pokračovat v nájezdech a po Seině dorazil do Paříže, která se v té době rozkládala především na ostrově Cité.

### Obléhání
Obyvatelé Paříže nebyli v dobré pozici. Městské hradby z římského období nebyly obnoveny a město na ostrově bylo chráněno pouze řekou. Invazi zkušených námořníků na rychlých lodích nemohlo město odolat. Nicméně Karel II. Holý se postavil do čela armády, aby chránil bohaté opatství Saint-Denis. Když však franští vojáci viděli, jak vikingové před jejich očima zmasakrovali zajatce, utekli, a opatství bylo vyrabováno. Dne 28. března 845 se vikingové objevili u Paříže o síle 120 lodí a asi 6 000 mužů. Vikingové zaútočili na západní konec ostrova Cité a nenacházejíce obranu, začali rabovat předměstí na levém břehu spolu s kláštery Saint-Germain-des-Prés a Sainte-Geneviève, přičemž část z vikingů se utábořila v lese Rouvre. Král Západofranské říše Karel II. Holý souhlasil s tím, že Ragnarovi zaplatí poplatek, pokud ušetří město. Poté, co Ragnar získal 7000 liber stříbra, se vrátil se svými muži do Dánska. Vikingové sice respektovali dohodu a opustili Paříž víceméně neporušenou, ale při svém návratu do Dánska zpustošili města v severní Francii.